# Firmin Lambot
Firmin Lambot (Florennes, 14 de março de 1886 - Borgerhout, 19 de janeiro de 1964) foi um ciclista profissional da Bélgica.

## Participações no Tour de France
- 1913 : 4º na classificação geral, vencedor de uma etapa
- 1914 : 8º na classificação geral, vencedor de uma etapa
- 1919 : 1º na classificação geral, vencedor de uma etapa
- 1920 : 3º na classificação geral, vencedor de duas etapas
- 1921 : 9º na classificação geral, vencedor de uma etapa
- 1922 : 1º na classificação geral, vencedor de uma etapa